# 聖米格爾島
聖米格爾島（葡萄牙語：Ilha de São Miguel）是葡萄牙的島嶼，得名于聖天使長米迦勒，是亞速群島中面积最大及人口最多的岛屿，面積759平方公里，居民人口140,000，其中45,000人居住在群岛中最大的城市蓬塔德尔加达内。島上有三個火山，最高點海拔1,104米。肥沃的土地出產穀物、茶葉、葡萄酒和水果。

## 历史
1427年圣米格尔岛成为贡萨洛·维利乌·卡布拉尔发现的该群岛中的第二个岛屿，之后从葡萄牙大陆过来的殖民者开始在岛上定居。这个日期还不是太确定，但一般认为此岛是在1426至1437年间发现的，并标识在14世纪中期的波特兰型海图上。贡萨洛·维利乌·卡布拉尔在聖瑪麗亞島擔任第一任长官。定居岛始於1444年9月29日，當時葡萄牙的守護神大天使聖米迦勒的奉獻日，也是當時的葡萄牙王國攝政王Infante D. Pedro奉獻的聖人，岛由此得名。
岛民们最初在岛的西南海岸叫波瓦桑的地方定居，该地人除王室宗亲外免税，之后不久，大概在1439至1444年间，在岛屿西部当时还无人居住的地方火山爆发了。具体爆发日期没有文献记载，但在神父的记录中提到：当航海者们在发现该岛不久后返回时看到该岛的西部完全变样了，岛屿附近的海面上漂浮着树干和浮石。1447年4月20日，国王下令免除岛民的什一税。
贡萨洛·维利乌·卡布拉尔的侄子若昂·蘇亞雷斯·德·阿爾貝加里亞接替了他的職位。在1472年之前，他們收到了亞速爾群島最古老的城鎮波爾圖鎮和坎普自由鎮的村莊示意图。
由於妻子D. Brites Godins的病，若昂·蘇亞雷斯·德·阿爾貝加里亞和她一起去了气候较怡人的馬德拉島，受到豐沙爾长官若昂·貢薩爾維斯·扎爾科的家人的歡迎。若昂·蘇亞雷斯·德·阿爾貝加里亞決定以2,000種雜交實物和4,000阿羅巴糖的價格出售聖米格爾的长官職位。出售得到了君主和几名贵族的同意。
在15世纪初期恩里克王子准许往亚速尔群岛移民定居。葡萄牙人移居至此，其中尤以来自埃斯特雷馬杜拉省、上阿連特茹省、阿爾加維大區和馬德拉群島的人口最多。肥沃的土地和温暖的气候也吸引了其他国家的人到来，特别是法国人和其他少数民族，例如犹太人和一些摩尔人。该岛的地理位置和肥沃土壤加快了经济的发展。岛上产出可供应在北非的驻军，这吸引了前往非洲和亚洲贸易的商船前来停靠。而糖及染料乌泽拉（Roccella tinctoria）的出口稳定了该岛的出口贸易。

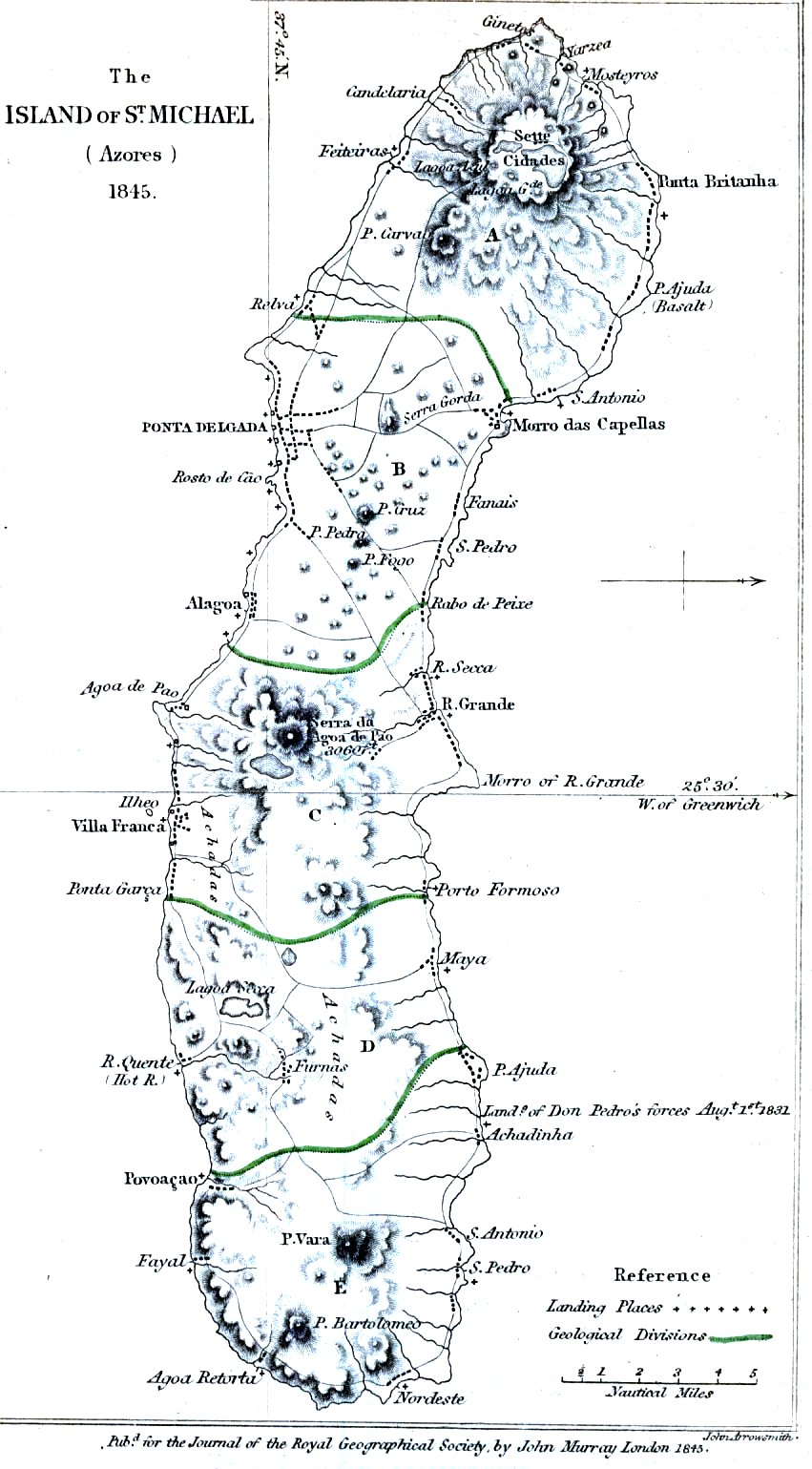
1845年时的圣米格尔岛地图，上方为西

该岛的第一个首府是坎普自由镇，但该镇在1522年的地震和塌方中被毁坏，4,000人死亡，直到1528年它还是海关的所在地。自1546年起蓬塔德尔加达成为此岛的行政和商业中心，它继承了之前城市的特权。
在1580年葡萄牙王位继承危机中，葡萄牙的安東尼奧一世和西班牙的菲利浦二世的支援者之間發生了戰鬥，最終在島上、1582年7月26日发生的南部海岸的蓬塔德爾加達海戰中達到高潮，菲利普二世取得了勝利。戰鬥結束后阿爾瓦羅·德·巴讚在Vila Franca do Campo登陸，在那裡他建立了自己的總部，並從那裡絞死了大約800名法國和葡萄牙战俘。
葡萄牙王政复古战争（1640年）之后，圣米格尔岛获得了商业中心的地位，并跟巴西建立了紧密的联系，在那个时候巴西的殖民活动已经非常活跃。圣米格尔岛上的一些包括庄园和教堂等历史性建筑是在这个时期建造的。岛上的建筑物的增多和发展依靠主要向英国出口柑橘而得来的收入。
在1828-1834年葡萄牙內戰中，1831年在維拉弗洛爾第7伯爵的指揮下，效忠于女王玛丽亚二世的自由軍在诺德什蒂登陆后，米格爾派部隊在1831年8月3日的伊拉達韋利亞戰役中被擊敗。岛上开始组织了抵抗君主专制的运动。1832年，这个民兵组织宣布向君主立宪制和女王玛利亚效忠，并组织了一支队伍前往葡萄牙大陆参加解放波尔图的活动。1835年發生了Calcetas起義。同年，第一份期刊在聖米格爾創刊。在瑪麗亞·達·豐特革命的背景下，1846年在蓬塔德爾加達區成立管理委員會。
1860年，植物病侵袭橘園，柳丁的生產和出口帶來的繁榮减褪。引入煙草、茶葉、Espadana、菊苣、甜菜根和香蕉等新作物克服了危機，這些作物多年來加入了與漁業和畜牧業有關的產業。19世紀60年代，蓬塔德爾加達港建成，由蓬塔德爾加達港線提供服務。1893年6月8日，一份關於葡萄牙與亞速爾群島的電報連接的提案被提交。授權葡萄牙國家與英國電報公司建設和維護有限公司簽訂了建设和運營海底光纜的合同。同年8月19日上午11點40分連通卡斯凱什站，电报线在1893年8月27日正式開通。
第一次世界大戰中的1917年7月4日，蓬塔德爾加達市及其周邊地區遭到了由Karl Meusel上尉指揮的來自德意志帝國潛艇U-155級“Deutschland”的50門125毫米榴彈炮的轟炸。除了物質損失外，這次襲擊還造成一名16歲女孩Tomásia Pacheco死亡，一些人r受傷。德國海軍部隊被駐紮在碼頭的美國煤船「獵戶座」的15發炮火擊退，在Forte da Mãe de Deus的葡萄牙炮兵的4發支援下。
1918年Água de Pau及其周邊地區的Santo山發生了瑪麗亚幻影，由女孩Joana Tavares da Costa報導。這個消息在島上的居民中引起了軒然大波，甚至讓一大群人來到這個地方。1918年7月5日，一個星期五，下午，在大約一萬兩千人面前，一個非凡的太陽景觀讓人们看到聖母和耶穌的形象、天使，甚至教堂的輪廓。Joana Tavares da Costa从9月18日生病，並預測她的死亡發生在同年10月6日。為了記住發生的事情，女孩的父母決定在幻影遺址Santo山建造一個冬宮，後面墓碑上的銘文记载遺址於1931年9月完工。
從德国潜艇袭击后蓬塔德爾加達建立了一個美國海軍基地，該基地一直運營到1919年9月。在此期間，約有2，000艘船隻停靠蓬港。供應這些船隻和數千名過境軍事人員使島民免受戰爭的经济困難，並发了开一笔小财。1914年至1924年間，美元和英鎊的大量流通使銀行大廈的數量從6個增加到20個，同時開設了各種咖啡館、餐館和其他娛樂場所。同樣，也有資本投資大型工廠和建立航運公司。

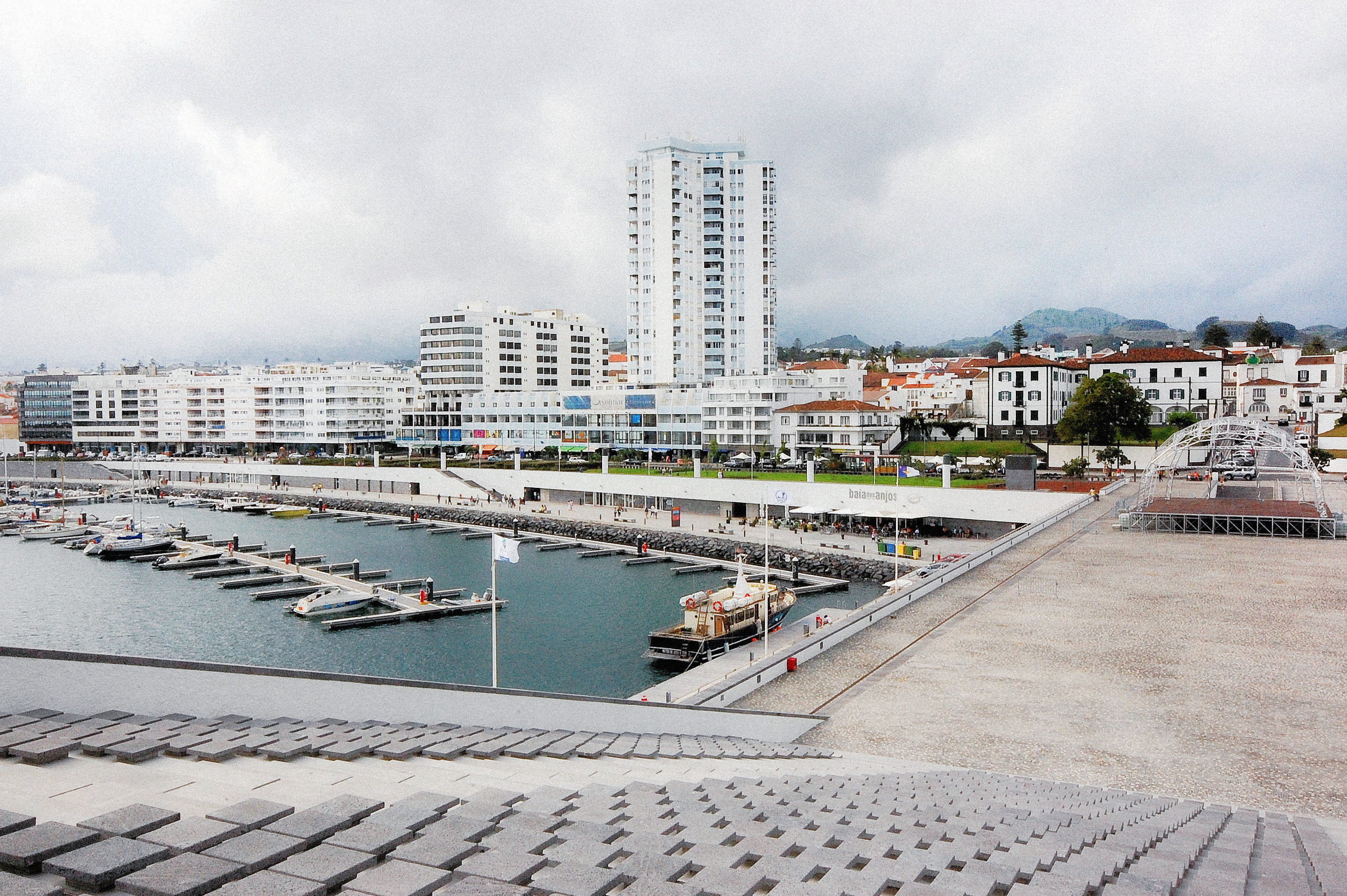
蓬塔德爾加達市中心，從濱海門碼頭建築群拍摄

康乃馨革命后，亚速尔自治区主席的职位设在岛上的蓬塔德尔加达。该岛在经济、社会和政治上在群岛中变得越来越重要。目前，聖米格爾是群島最具活力的政治和行政中心之一，也是亞速爾群島地區政府所在地。

## 地理

### 地质
圣米格尔岛在五万年前由两个岛屿形成，其时西边岛屿火山爆发，熔浆将两个岛屿连在一起。现今火山口塌陷后形成的破火山口名为“七城”（Sete Cidades）。岛屿一直是火山地貌，并多处有温泉和含硫量高的水。岛上有一些温泉，大多分布在岛的中部波瓦桑到诺德什蒂一带。岛上有很多已经熄灭的火山口，现今成为湖泊。其中较著名的湖泊是在岛西部的“七城湖”，其为双联湖，一个叫“蓝湖”，一个叫“绿湖”。当地的药用矿泉水受到盛誉。岛上地形有起伏，有的较为平缓，有的陡峭。

聖米格爾被從西北到東南的許多斷層一分為二，在特塞拉裂谷的方向上，特塞拉裂谷是非洲，歐亞和北美構造板塊的三重交匯點。系統在島的西部具有廣泛的地質構造，例如沿著Sete Cidades地塊的西側的Mosteiros地塹，沿著Água de Pau Massif的北側的Ribeira Grande地塹，以及島嶼內部的許多錐體和裂隙結構。在古老的富爾納斯隕石坑中，斷層從西北偏西到東南偏東排列。Zbysewsky（1959）確定了聖米格爾的八個地貌結構，這些結構與建造該島的形成特徵相對應。
- Sete Cidades Massif是島嶼最西部的地區，對應於中央火山口和多湖泊的火山口，有各種錐體、浮石沉積物、熔岩圓頂和maars。在火山的東北側Mosteiros地塹是土地坍塌形成的構造結構，沿西北到東南，其他區域裂縫和徑向斷層，有古老的飛濺錐和熔岩穹頂。
- 皮科斯火山系統（英语：Picos Volcanic Fissural System）沿西北-東南方向，並在Sete Cidades和Água de Pau地区之間有一系列飛濺錐和较平坦的地面。
- Água de Pau Massif是島上的中央火山区，包括Lagoa do Fogo（火湖），許多熔岩圓頂和浮石錐。在地塊的東北側，可以看到里貝拉大地塹，代表一個從西北到東南的構造窪地;
- Achada das Furnas高原是中部平原以錐體和maars為標誌的地區，有沿著西北偏西到東南和西北到東南的沉積物
- 富爾納斯火山（Furnas）位於島嶼東部，沿南部海岸，由兩個古火山口組成，主要由一個湖泊（Lagoa das Furnas）佔據。在地区內，有許多浮石錐，maars和熔岩圓頂。
- Povoação火山包括一個中央火山口，被侵蝕严重，南緣已經消失在南部海岸。內部以幾個河谷和懸崖為標誌有幾個飛濺的錐體。
- 特龍凱拉地區它佔據了該島的最東端，對應於一個山區，由許多通常由構造裂縫劃定的河谷劃分;
- 北部沿海平臺位於島的東北部，有著一個相對溫和的地形區域，受到北部海岸和南部Furnas和Povoação火山北部火山口邊緣的限制。

聖米格爾岛包括六個火山帶。除了最後一個，形成年代都是第四紀，最后一个形成在上新世。從西到東，這些區域是Sete Cidades地区的斜切成層火山，鹼玄武岩煤渣錐和熔岩流，帶有少量的氣孔；阿瓜德保羅地区的特拉奇特成層火山，鹼玄武岩煤渣錐和熔岩流，帶有少量的石灰岩和三硬脂酸岩；富爾納斯的特拉奇特成層火山和Nordeste盾牌，其中包括Povoação火山口，由鹼玄武岩，三柱岩和trachyte組成。這些地區的休眠年齡包括：塞特西達德斯為400年，第2區為145年，波城為1150年，富爾納斯為370年，而諾德斯特的火山噴發在過去3000年中沒有發生。
這些地貌結構源於始於該島東部數百萬年的復合生長。大約400萬年前，諾德斯特火山從海底爆發，爆發出巨大的裂變噴發。這些噴發由玄武岩熔岩流和飛濺錐組成，其產物達到1，100米（3，600英尺）的高度，形成了Tronqueiro，Planalto dos Graminhais，Espigão dos Bois和Pico Verde的山區（在Pico da Vara找到最大範圍）。但是，大約95萬年前，一個次生火山系統（Povoação的火山複合體）取代了Nordeste火山的噴發，負責新的玄武岩熔岩和火山碎屑沉積物。隨著20萬年前的聖米格爾第三座火山，阿瓜德波城火山開始分兩個階段在波瓦桑火山的西側噴發。第一階段由較老的物質組成，由熔岩流和Trachyte熱釋層噴發而成，第二階段對應於40萬年前開始噴發的火山產物。後一種沉積物包括火山碎屑岩，石灰岩流（熔岩和浪湧），泥漿流和玄武岩混合物。在後來成為該島西部的地方，形成了第四座火山：Sete Cidades火山在20萬年前爆發，並繼續噴發，直到大約36，000年前。100，000至3，800年前，在Água de Pau和Povoação之間的島嶼中心發生了熔岩和玄武岩火山碎屑沉積物的裂變噴發，形成了Congro的裂變火山系統。這些噴發是爆炸性的，由鄰近火山系統的活動提供。在大約10萬年前，沿著Povoação火山的邊界發展了一個二級系統，“富爾納斯火山”復合體（最年輕的火山系統），分為三個階段，混合了火山碎屑浪潮，氣流和熔岩流，以及爆炸性物質。最後，兩層沉積物形成了31，000年前的Água de Pau火山和Sete Cidades之間的Picos裂變火山系統，統一了該島。這個地層將熔岩，玄武岩熱破層體，凝灰岩錐和tarchite圓頂整合成兩層（稱為Ponta Delgada和Penhal da Paz亞剝離物），並彙編到大約5000年前。
Sete Cidades和Fogo之間的峰區是由270座火山組成的單基因火山場。它們主要由玄武岩錐組成，這些玄武岩錐體是在斯特龍博利亞和夏威夷式噴發期間形成的。這是島上最近火山活動的一部分。最年輕的火山相對年代久遠。據估計，在過去的3000年裡，發生了19次噴發。人們已經目睹並記錄了幾次噴發。最後一次發生在17世紀。最著名的噴發被稱為Fogo 2，發生在1652年。

### 生物群落
岛上記錄有大約850種維管植物，其中有56種是地方特有的，原始的照叶林曾经覆盖全岛，而今大多数已经被开垦的田野和引进的树种如到处都是的日本柳杉所代替。繡球花非常常见，山茶花和杜鵑花广有分布，它們可以劃分地块，例如分隔防風林或僅用於環繞道路。即使在最偏遠的地區，這一部分的植被也賦予了其獨特的美麗。桃花心木、Louro、Sanguinho等是這片豐富的植被的一部分；雪松在世界上許多地方只不過是一種灌木，在亞速爾群島长成了更高大的樹木，甚至成为可銷售木材；其他的如相思或Cryptomeria，在一個多世紀前被引入，也有了重要的商業重要性，例如作為出口產品。小麥，亞麻也有作为作物而被种植。幾個世紀以來，約有700個物種被引入島，用於商業目的或裝飾和美學目的。島上氣候特別溫和，使得原产地生存面临困难的植物有勃勃生机。
圣米格尔岛的最高点是海拔高达1103米的瓦拉峰。该山峰座落在岛的东端，是包括岛上剩余下来的最大照叶林的一个特殊保护区的中心区域，保护区内生活着该岛的极危特有物种圣米格尔红腹灰雀。
目前不能认为亞速爾群島有嚴格意義上的特有动物物種，即可以聲稱起源於群島的动物物種。一些被引入亞速爾群島的物種以獨特方式發展，顏色和大小方面异乎他处，成為群島的特定亞種。亞速爾群島在許多鳥類的遷徙過程中處於最佳位置，這些鳥類或從北向南，或東西飛過穿越大西洋，對於這些找到安全的休息、築巢和繁殖點的鳥類來說，亞速爾群島十分重要。許多在海邊的懸崖上築巢，在小島上，在瀉湖旁邊，甚至在島嶼內部最偏遠的地區。Priolo是一種曾經被認為已經滅絕的小鳥，在聖米格爾的亞速爾群島的自然棲息地Serra da Tronqueira被重新發現，今天是最受保護的物種之一。在能夠很好地適應群島的鳥類中，還有Milhafre，corvo，Canary，岩鴿，torcaz鴿，cagarro，garajau等。侏儒黃鼠狼，雪貂，刺蝟和野兔又是相當常見的哺乳動物物種。在淡水中，在溪流和瀉湖中，從普通鱒魚到虹鱒魚，鱸魚，鯉魚和盧西奧斯，找到一些鱒魚正常。它們不僅是進入運動釣魚路線，而且進入美食路線的物種。在那些已經最佳地適應亞速爾群島特定條件的动物中，值得特別關注的一個物種是佇列狗，它今天是國內和國際公認的監督犬品種，聰明、忠誠、堅韌和勤奮的狗，主要功能傳統上是監視和守衛島上的牛，自1984年以來成为葡萄牙犬俱樂部批准的品種。从蓬塔德尔加达和坎普自由镇可以参加赏鲸的旅游团。在海上可以看到海龟、海豚和座头鲸。

### 气候
跟群岛中的其他岛屿相似，圣米格尔岛也受到海流和海风的影响，特别是受旋转的墨西哥湾暖流的影响。该暖流对这些岛屿来说起到了调节的作用，具有较小年内温差，全年气温控制在14-26摄氏度之间。由于岛屿位置的缘故，圣米格尔岛也受到很多大西洋风暴的影响。冬季降水量偏多，风多从西南吹来；夏天降水较少，多北风。天空通常有雲霧，導致日照變化。尽管气候模式会决定于本地地形，岛上气候带有温带海洋性特点，最大的城市蓬塔德尔加达的气候为亚热带地中海式气候（柯本分类为Csa），季节性变化及日气温变化都很低。
| 蓬塔德尔加达 (1981–2010)                                     | 蓬塔德尔加达 (1981–2010) | 蓬塔德尔加达 (1981–2010) | 蓬塔德尔加达 (1981–2010) | 蓬塔德尔加达 (1981–2010) | 蓬塔德尔加达 (1981–2010) | 蓬塔德尔加达 (1981–2010) | 蓬塔德尔加达 (1981–2010) | 蓬塔德尔加达 (1981–2010) | 蓬塔德尔加达 (1981–2010) | 蓬塔德尔加达 (1981–2010) | 蓬塔德尔加达 (1981–2010) | 蓬塔德尔加达 (1981–2010) | 蓬塔德尔加达 (1981–2010) |
| 月份                                                         | 1月                      | 2月                      | 3月                      | 4月                      | 5月                      | 6月                      | 7月                      | 8月                      | 9月                      | 10月                     | 11月                     | 12月                     | 全年                     |
| ------------------------------------------------------------ | ------------------------ | ------------------------ | ------------------------ | ------------------------ | ------------------------ | ------------------------ | ------------------------ | ------------------------ | ------------------------ | ------------------------ | ------------------------ | ------------------------ | ------------------------ |
| 历史最高温 °C（°F）                                          | 20.2 (68.4)              | 20.4 (68.7)              | 22.8 (73.0)              | 22.6 (72.7)              | 24.0 (75.2)              | 25.6 (78.1)              | 28.2 (82.8)              | 28.8 (83.8)              | 28.6 (83.5)              | 26.2 (79.2)              | 25.5 (77.9)              | 22.6 (72.7)              | 28.8 (83.8)              |
| 平均高温 °C（°F）                                            | 16.8 (62.2)              | 16.6 (61.9)              | 17.0 (62.6)              | 17.7 (63.9)              | 19.1 (66.4)              | 21.4 (70.5)              | 23.9 (75.0)              | 25.3 (77.5)              | 24.3 (75.7)              | 21.9 (71.4)              | 19.4 (66.9)              | 17.8 (64.0)              | 20.1 (68.2)              |
| 日均气温 °C（°F）                                            | 14.5 (58.1)              | 14.1 (57.4)              | 14.5 (58.1)              | 15.1 (59.2)              | 16.4 (61.5)              | 18.6 (65.5)              | 20.9 (69.6)              | 22.1 (71.8)              | 21.4 (70.5)              | 19.2 (66.6)              | 16.9 (62.4)              | 15.4 (59.7)              | 17.4 (63.4)              |
| 平均低温 °C（°F）                                            | 12.2 (54.0)              | 11.5 (52.7)              | 12.0 (53.6)              | 12.3 (54.1)              | 13.6 (56.5)              | 15.8 (60.4)              | 17.8 (64.0)              | 19.0 (66.2)              | 18.4 (65.1)              | 16.5 (61.7)              | 14.3 (57.7)              | 12.9 (55.2)              | 14.7 (58.4)              |
| 历史最低温 °C（°F）                                          | 4.4 (39.9)               | 3.5 (38.3)               | 4.2 (39.6)               | 5.3 (41.5)               | 6.6 (43.9)               | 8.3 (46.9)               | 11.9 (53.4)              | 11.9 (53.4)              | 9.6 (49.3)               | 8.6 (47.5)               | 7.4 (45.3)               | 5.7 (42.3)               | 3.5 (38.3)               |
| 平均降雨量 mm（）                                            | 96.9 (3.81)              | 84.0 (3.31)              | 87.7 (3.45)              | 76.7 (3.02)              | 72.0 (2.83)              | 39.6 (1.56)              | 26.6 (1.05)              | 46.1 (1.81)              | 91.9 (3.62)              | 108.5 (4.27)             | 108.7 (4.28)             | 146.9 (5.78)             | 985.6 (38.80)            |
| 平均降雨天数（≥ 0.1 mm）                                     | 19.7                     | 18.4                     | 19.5                     | 17.5                     | 12.2                     | 9.3                      | 8.9                      | 8.1                      | 12.5                     | 16.5                     | 17.9                     | 17.7                     | 178.2                    |
| 平均相對濕度（％）                                           | 82                       | 82                       | 81                       | 79                       | 80                       | 80                       | 78                       | 79                       | 80                       | 80                       | 82                       | 83                       | 80                       |
| 月均日照時數                                                 | 97                       | 103                      | 120                      | 141                      | 174                      | 163                      | 208                      | 213                      | 175                      | 142                      | 109                      | 93                       | 1,738                    |
| 来源1：Instituto de Meteorologia, Weatherbase (some records) |                          |                          |                          |                          |                          |                          |                          |                          |                          |                          |                          |                          |                          |
| 来源2：NOAA (sun and humidity 1961–1990)                     |                          |                          |                          |                          |                          |                          |                          |                          |                          |                          |                          |                          |                          |

## 经济

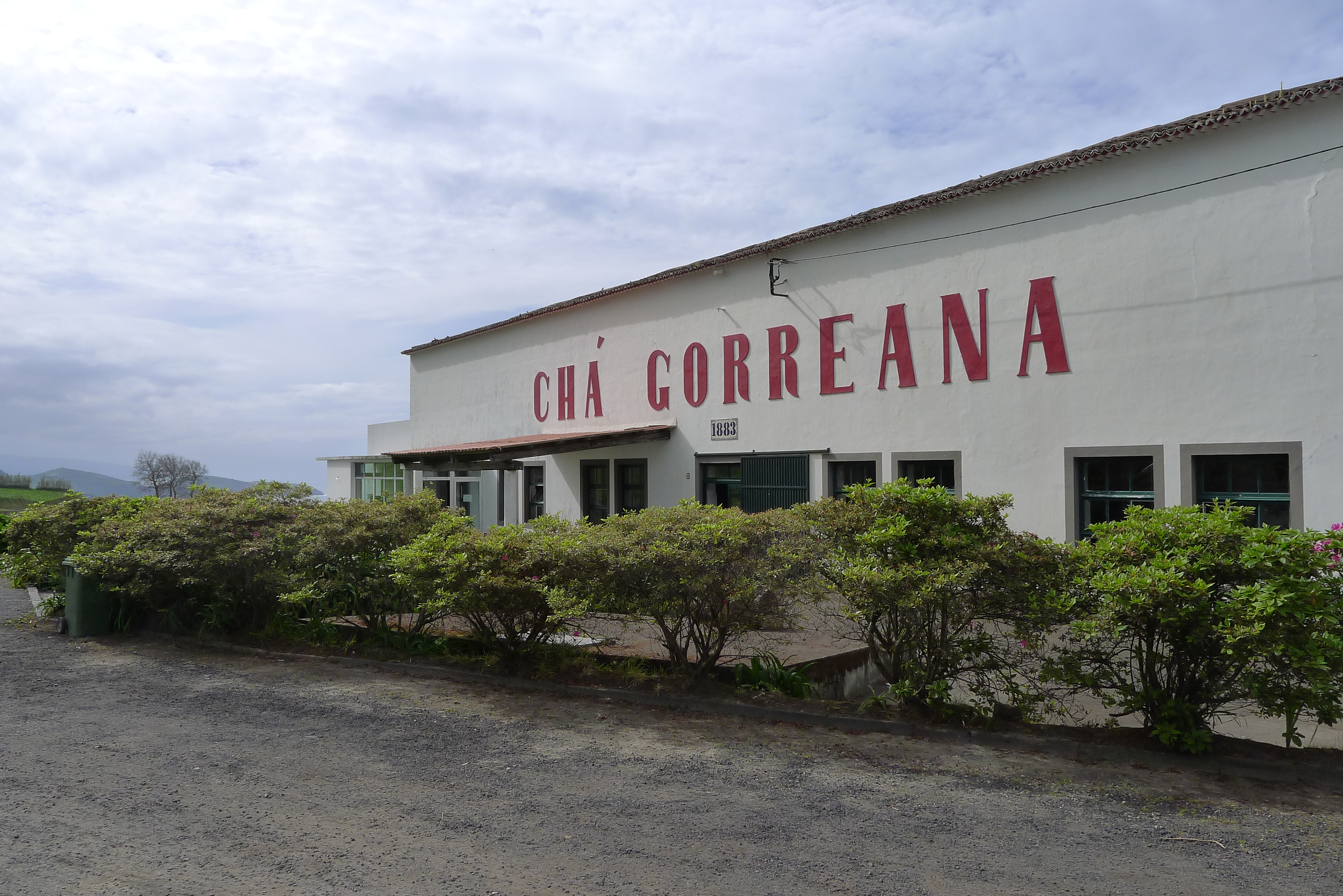
Cha Gorreana的一座工厂

畜牧業在當地經濟中占有重要地位。在聖米格爾，平均每人一頭牛。農業是該地區人的主要收入來源之一，鮮奶是加工業使用的主要原料，其中乳酪、黃油、巴氏殺菌牛奶和奶粉是主要的出口產品。牛肉是亞速爾群島經濟的另一項财产，高品質的肉類可出口到馬德拉島和葡萄牙大陸。在區域市場，還有禽類和豬的生產。漁業規模相對較小而具有巨大的增長潛力。亞速爾群島專屬經濟區擁有豐富多樣的水生種群，提供種類繁多的鮮魚供國內消費和出口以及罐頭食品。近年来一些公司開始為國內外市場投資熏魚，最具經濟代表性的種類是金槍魚，這是商業捕魚船隊的主要漁獲物。另一方面，手工或非工業捕魚的主要目標是鯡魚，esparídeo，congro，abrotea（或juliana）和鯖魚。
在區域經濟中代表性較差的層面上是甜菜根，菊苣，茶葉，百香果和香蕉的生產。有的在聖米格爾種植，有的主要在溫室中。

## 行政区划
圣米格尔岛在行政上属于亚速尔自治区。岛上划分为6个市镇：蓬塔德尔加达、大里贝拉、拉戈阿、坎普自由镇、波瓦桑及诺德什蒂。蓬塔德尔加达是该岛最大的市镇，也是整个自治区的行政首府。

## 知名人物
- 鄂本笃：耶稣会士、探险家，首名经陆路从印度到达中国的欧洲人。
- 佩德罗·米格尔·卡雷罗·雷森德斯：足球运动员，以球员名字“保莱塔”（Pauleta）著称。

## 外部連結
- The Ultimate Itinerary of São Miguel Island （页面存档备份，存于）
- In depth video from São Miguel Island
- A photo tour of the island （页面存档备份，存于）
- The Azores Islands - Site with abundant information about São Miguel Island （页面存档备份，存于）